# Mănăstirea Moreni
Situată la 27 km de Vaslui, în comuna Deleni. Obștea lăcașului este formată din 33 de maici, rasofore si surori. La mânăstire se ajunge din DN 24 (Vaslui - Bârlad) prin Crasna, Costești, Moreni.
Complexul monahal Moreni este construit într-un stil arhitectural unitar în care sunt preluate elemente tradiționale și cuprindeː
- biserica și clopotnița veche,
- biserica - paraclis,
- turnul - clopotniță,
- chiliile,
- trapeza,
- centrul Scriptoria,
- muzeul de artă religioasă,
- biblioteca,
- clădiri anexe și zidul de incintă.

La intrare este amplasată o poartă monumentală, sculptată în lemn de stejar, opera sculptorului Ionel Bulgaru, realizată în 1996, în stilul caracteristic artei populare, decorată cu zece scene religioase în altorelief, mărginite de două coloane torsate, surmontate de un acoperiș în două ape din șindrilă.
Ctitorita din lemn în jurul anilor 1540-1546 de către Lupan Buznea slugerul și soția sa Maria. Existența sa este amintită pentru prima oară într-un document din 1546. Prin 1853 se ridică o altă biserică, tot din lemn și, astfel, vechea mânăstire a lui Lupan devine mânăstirea Moreni. Odată cu moartea ieromonahului Nicon Sîrbu (ianuarie 1883), ultimul călugăr de la schit, este desființată si așezarea monahală. Schitul este reînființat în 1935 și iar desființat în 1958.
Muzeul reunește obiecte de artă religioasă și obiecte arheologice. În colecțiile muzeului sunt expuse: un clopot de la biserica veche, un triptic, o troită în miniatură, cununii, candele si potire de argint, sfeșnice, un chivot, un cuțit de împărtășanie cu crucea decupată, un epitrahil cu fir de argint, bederniță, mânecuțe, brâu, metanier, cărți din secolele XVIII - XIX. Printre obiectele arheologice descoperite în zona mânăstirii se regăsesc unelte de silex din paleolitic, unelte din neolitic (cultura Cucuteni), obiecte din ceramică, monede de argint si bronz. 

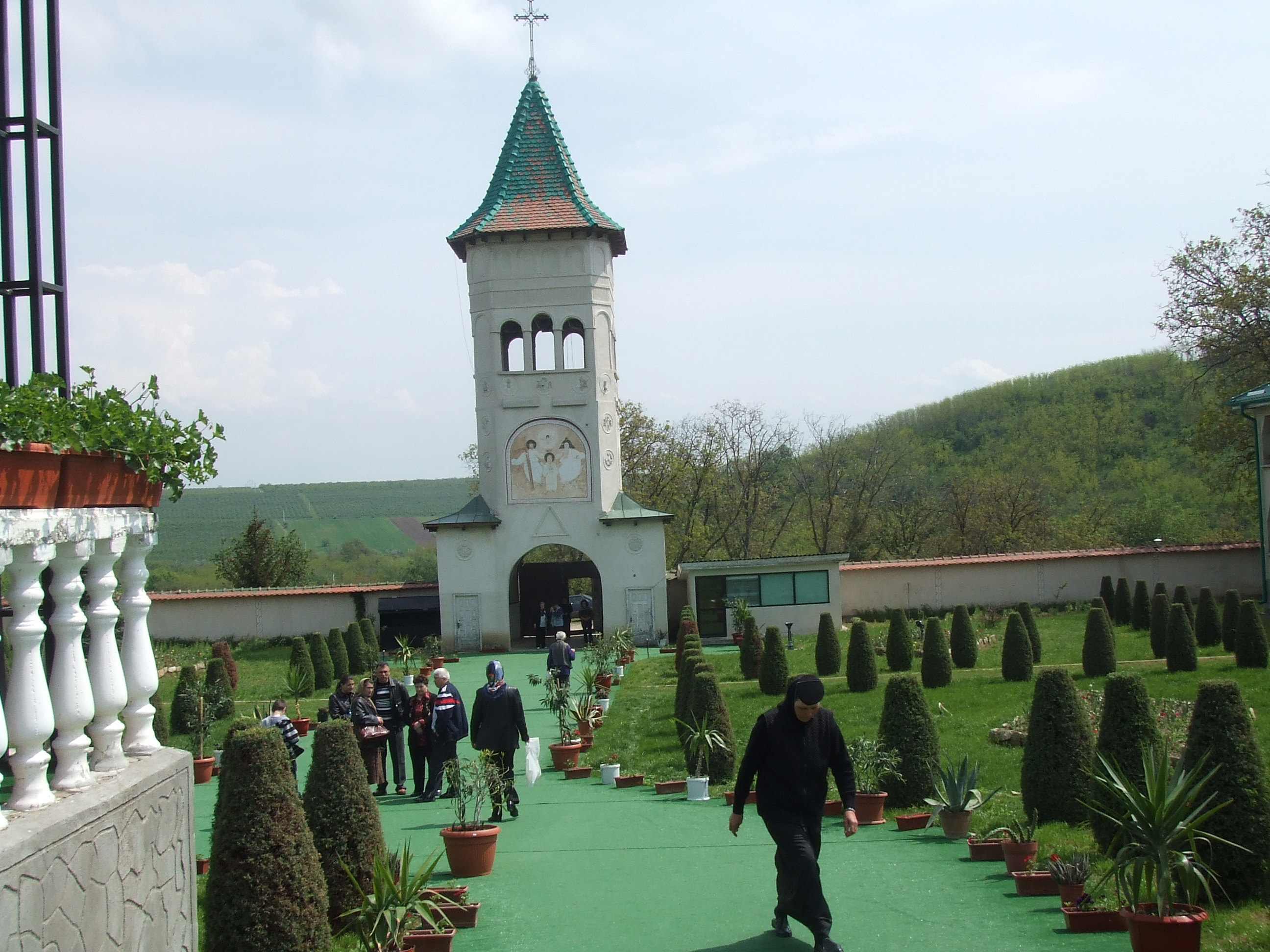
Turnul Clopotniţă

Turnul Clopotniță (23 metri), impresionează prin monumentalitate si armonia proporțiilor. 
În 1990, prin binecuvântarea P. S. Eftimie, Episcopul Romanului si Hușilor, s-a reînființat Mânăstirea Moreni, fiind trimis stareț ieromonahul Meletie Mercaș.
În 1991, lăcașul s-a transformat în mânăstire de maici. În sfântul lăcas se păstrează moaștele sfinților mucenici Tarahie, Prov și Andronic, aduse de la Ierusalim.
Mânăstirea Moreni are posibilitiți de cazare si deține ateliere de tricotat si de lucrat veșminte preoțesti, dar și o microfermă cu vaci de lapte.

## Galerie foto

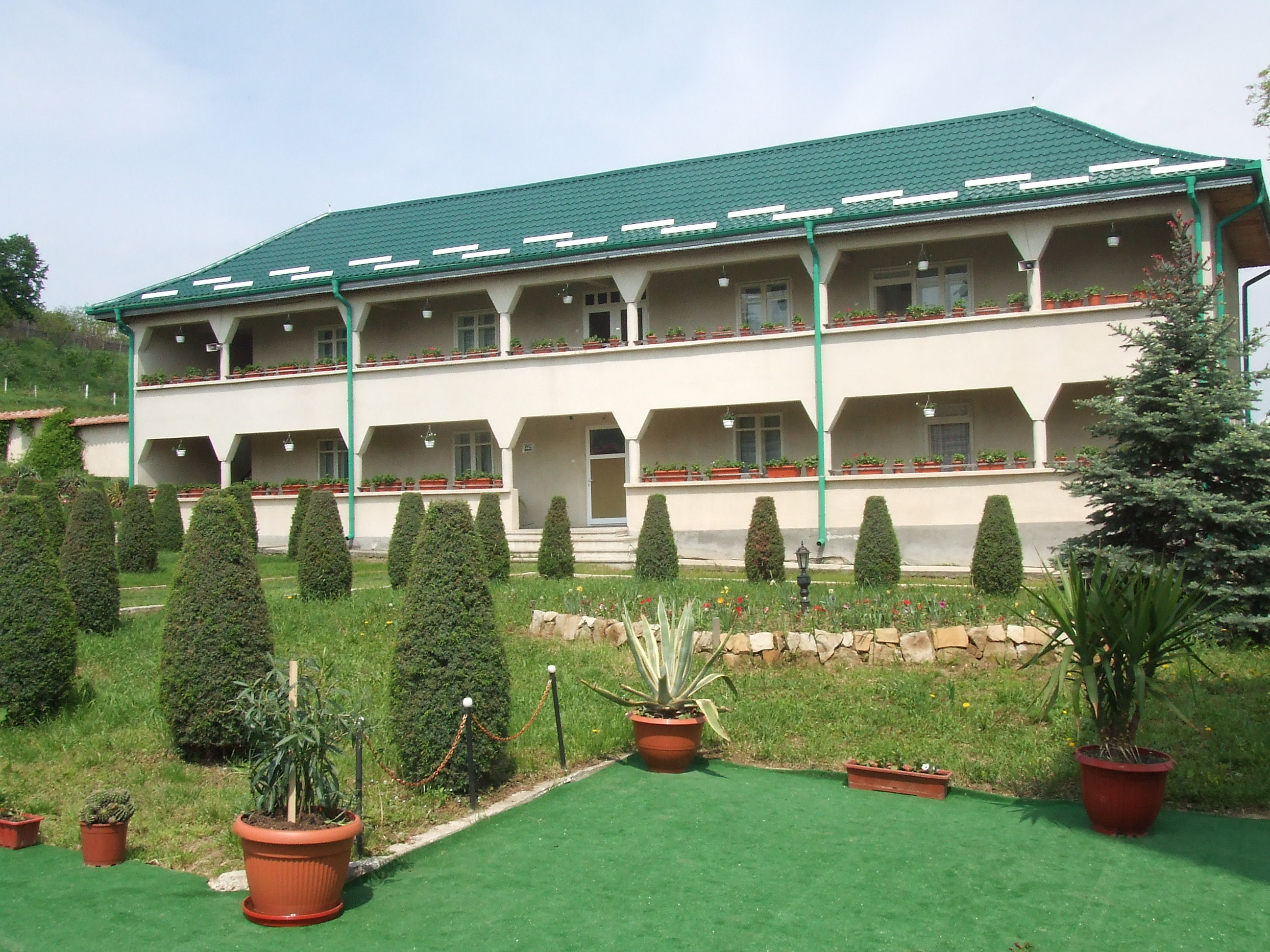
Mănăstirea Moreni
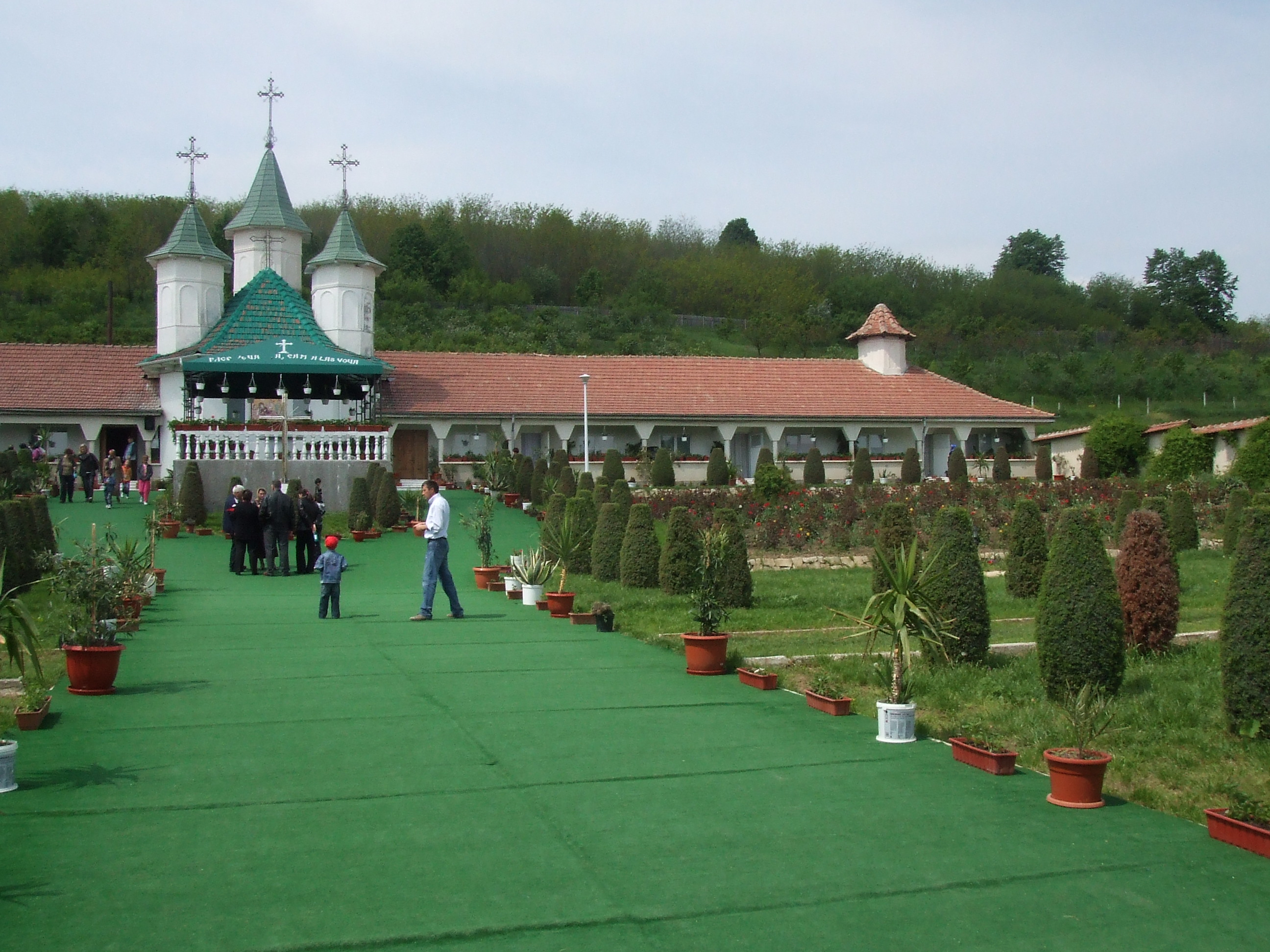
Mănăstirea Moreni
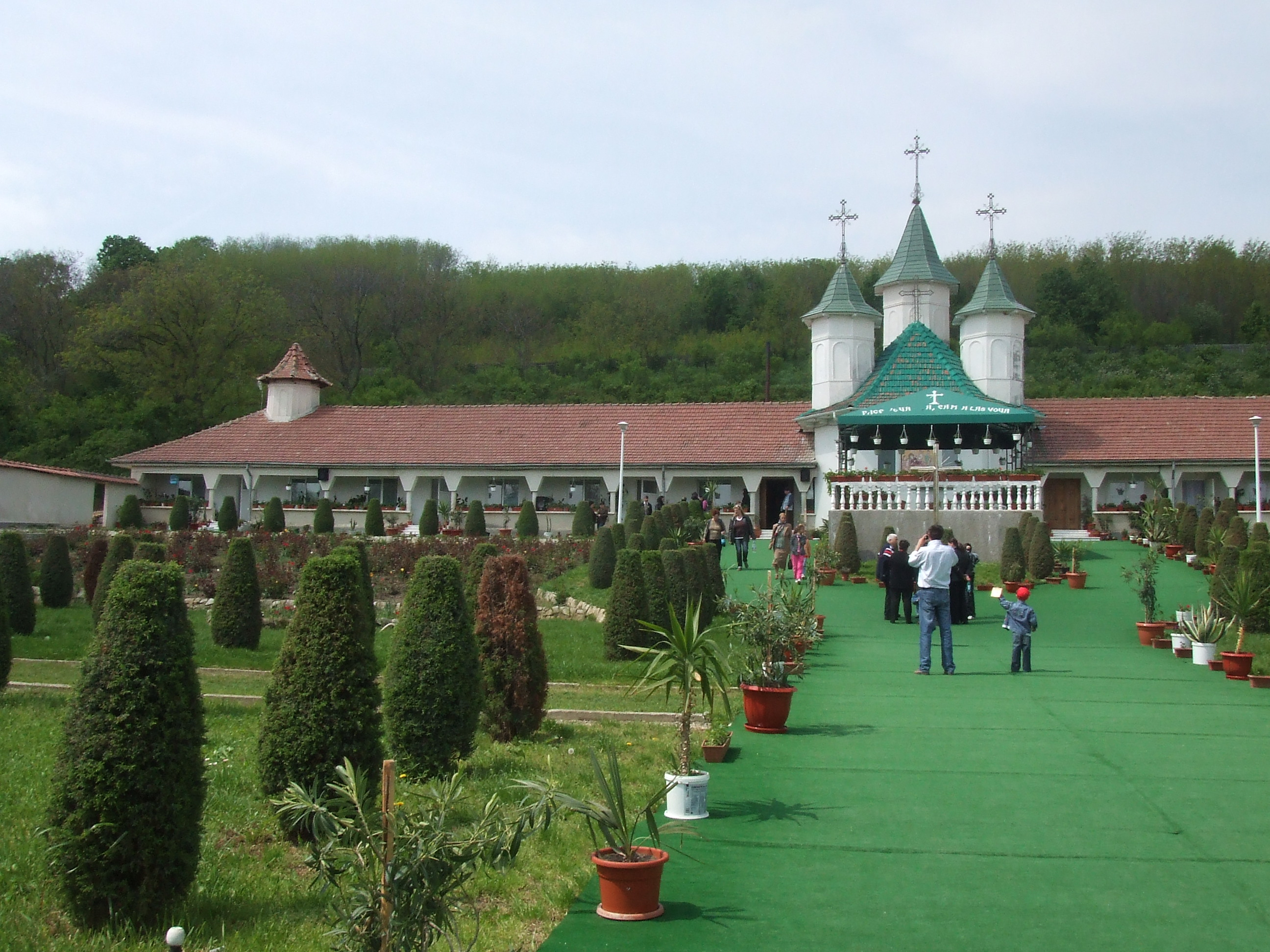
Mănăstirea Moreni
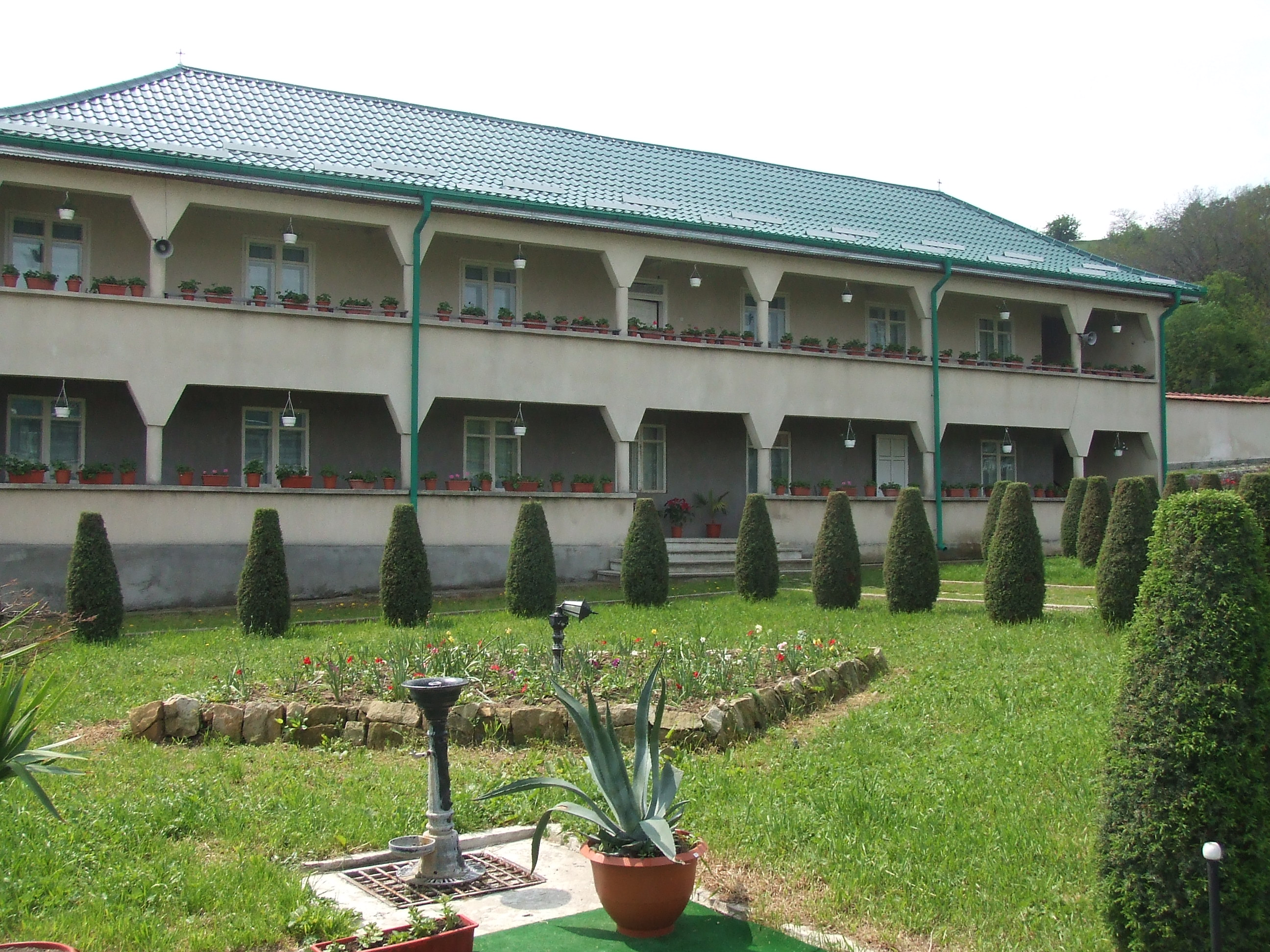
Mănăstirea Moreni
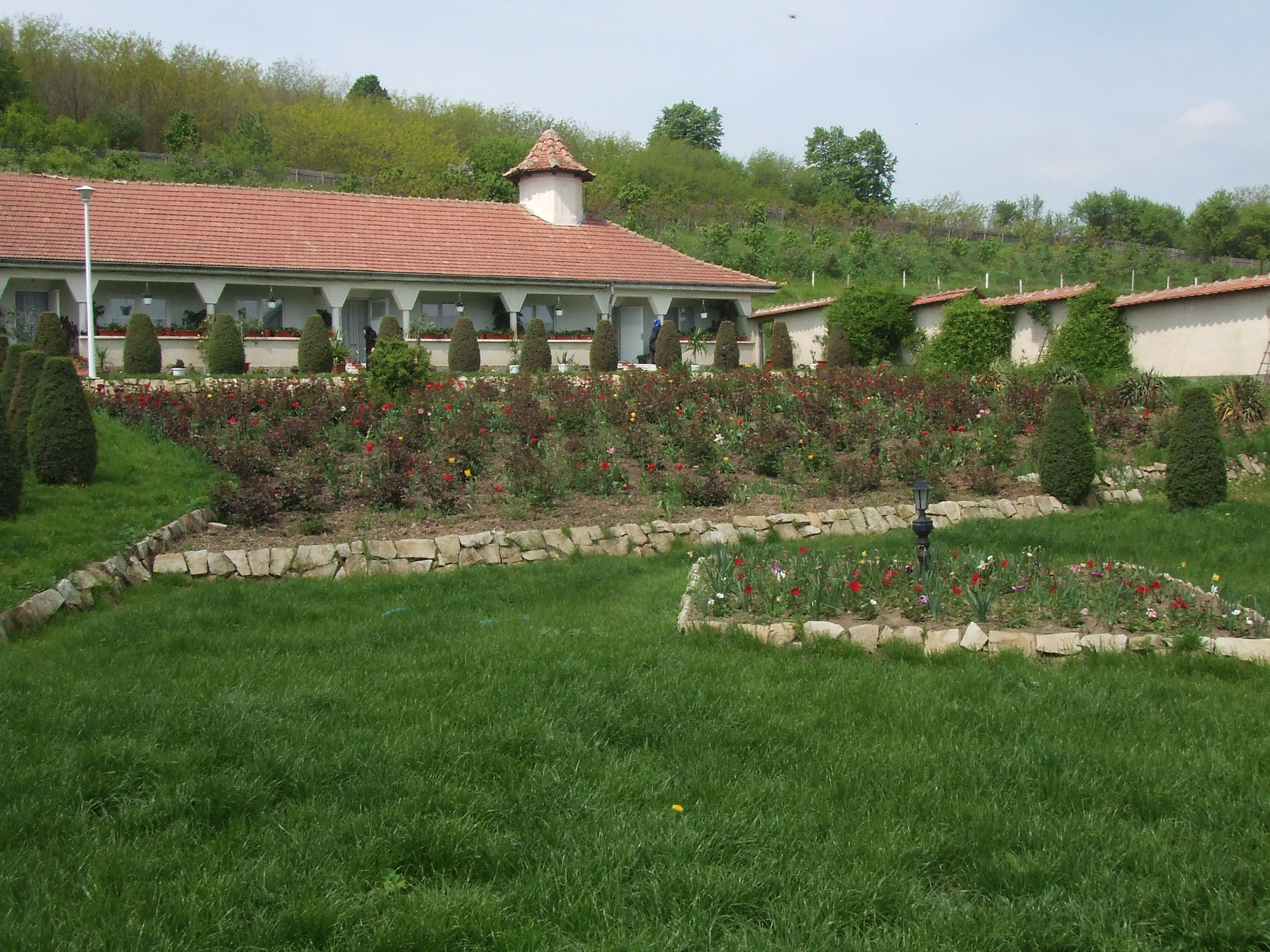
Mănăstirea Moreni
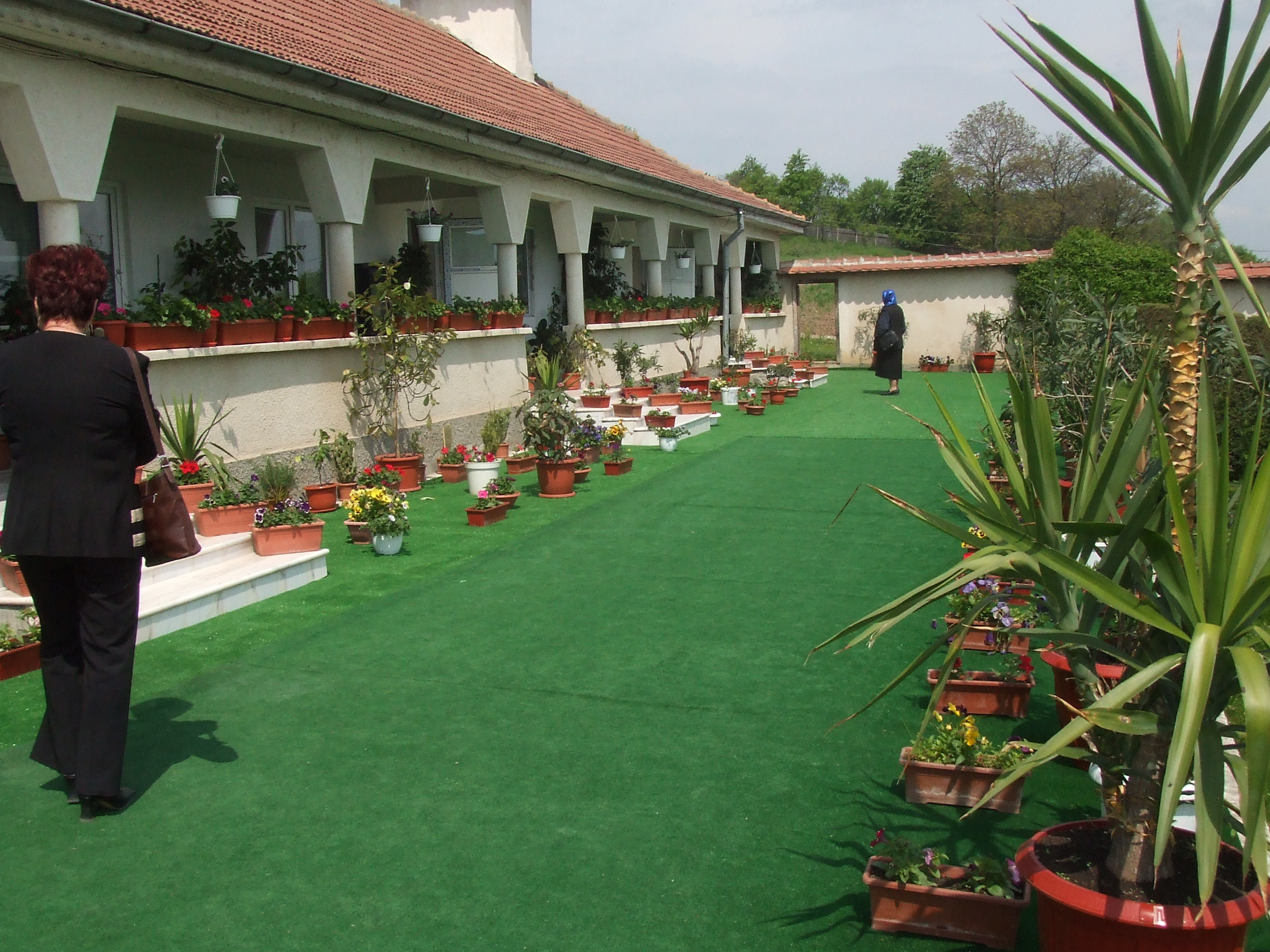
Mănăstirea Moreni
Mănăstirea Moreni
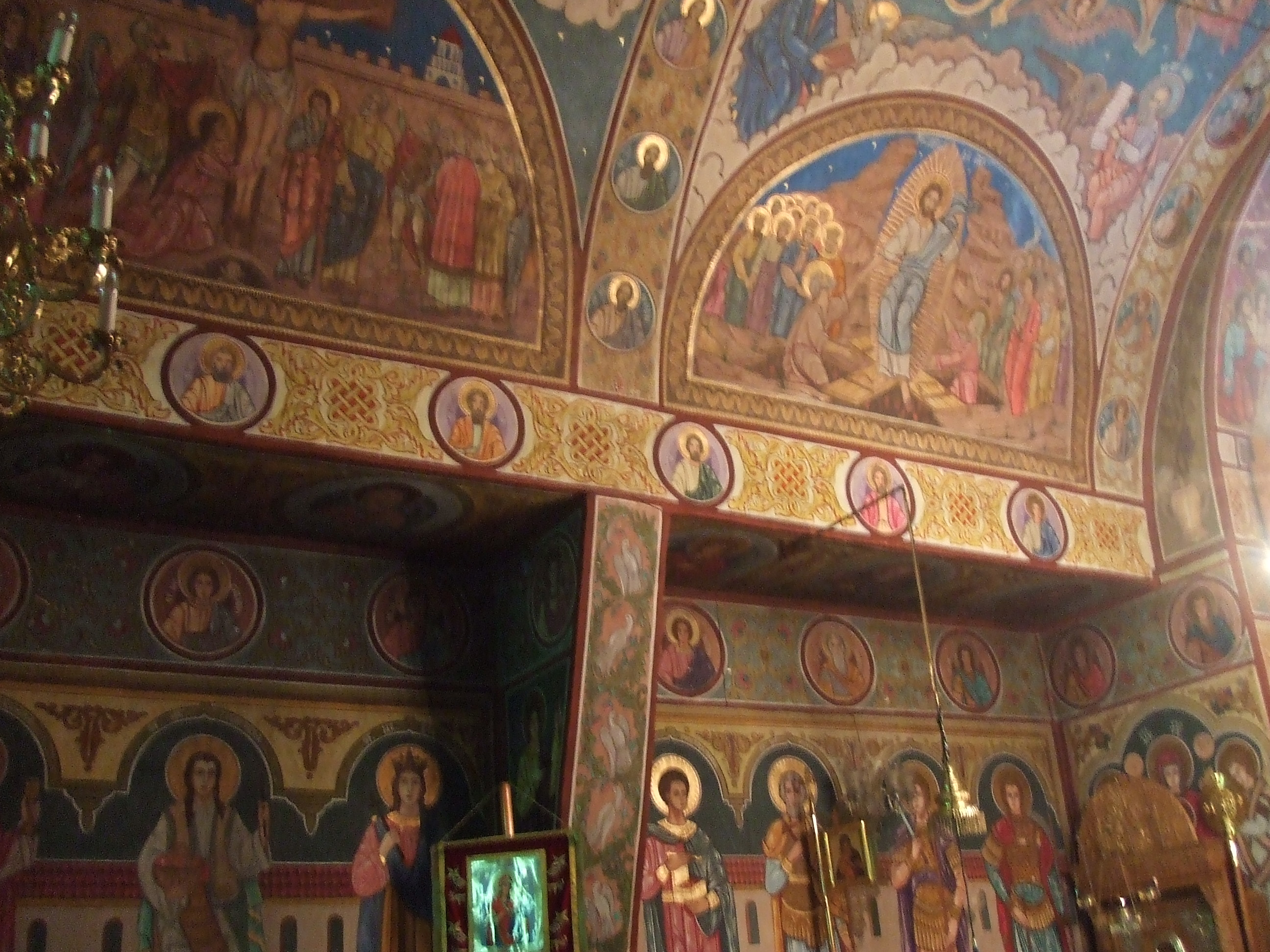
Mănăstirea Moreni
Mănăstirea Moreni
Mănăstirea Moreni
Mănăstirea Moreni
Mănăstirea Moreni
Mănăstirea Moreni
Mănăstirea Moreni
Mănăstirea Moreni
Mănăstirea Moreni
Mănăstirea Moreni
Mănăstirea Moreni
Mănăstirea Moreni
Mănăstirea Moreni
Mănăstirea Moreni
Mănăstirea Moreni
Mănăstirea Moreni
Mănăstirea Moreni
Mănăstirea Moreni
Mănăstirea Moreni
Mănăstirea Moreni
Mănăstirea Moreni